# Rosa Castillejová
Rosa María Castillejová Santofimiaová (* 28. ledna 1969 Madrid, Španělsko) je bývalá španělská sportovní šermířka, která začínala šermem s fleretem a od roku 1993 se specializovala na šerm kordem. Španělsko reprezentovala v devadesátých letech a na přelomu tisíciletí. Na olympijských hrách startovala v roce 1992 v šermu fleretem a v roce 1996 v šermu kordem v soutěži jednotlivkyň. V roce 2000 získala titul mistryně Evropy v soutěži jednotlivkyň. Se španělským družstvem kordistek vybojovala v roce 1994 titul mistryň světa.